# Ованес III Одзнеци
Ованес III Одзнеци (арм. Հովհաննես Գ Օձնեցի), также Иованнес Одзнеци, Иоанн Одзунский (около 650, Одзун — 729, Двин) — армянский католикос, богослов и правовед, один из наиболее выдающихся представителей духовенства Армянской Апостольской Церкви, святой.

## Биография
Родился в селении Одзун области Ташир исторической провинции Гугарк Великой Армении, учился у одного из самых прославленных богословов того времени, Теодороса Кртенавора. В 718 году стал католикосом армян. Вскоре после избрания созвал Двинский собор, в котором были рассмотрены вопросы реформации армянской литургии и монашеской дисциплины. Тогда Одзнеци создаёт собрание Армянских церковных канонов. Это было первое подобное собрание канонов, которое с течением времени пополнялось и усовершенствовалось. В 726 году организовал в Маназкерте собор, где был рассмотрен вопрос союза с Сирийской якобитской церковью. Попытался примирить сирийскую и армянскую христологию с православными определениями. Во времена, когда власть в Армении принадлежала арабам, он сумел остановить насильственное обращение христиан в ислам.
Иованнес Одзнеци также прославился как писатель, автор ряда посланий и размышлений.

## Творчество
Создал «Армянскую книгу канонов», первое собрание церковного права в армянской реальности. Одзнеци собрал воедино разбросанные канонические материалы, как оригинальные армянские, так и переведённые с греческого и сирийского. Оригинальными являются Шаапиванские каноны 444 года,  решения национальных церковных соборов в Двине, а также составленные каноны армянского высшего духовенства — Григория Просветителя, Саака Партева, Иоанна Мандакуни, Абраама Мамиконяна и Саака Дзоропореци. Дошла до нас в нескольких редакциях, сохранились более 200 рукописей, 48 из которых содержат текст полностью. Самый ранний сохранившийся список датирован 1098 годом. В средневековой Армении труд получило официальное значение.
Сочинения направлены против павликиан и других еретиков.